# البربهاري
هو أبو محمد الحسن بن علي بن خلف البربهاري (233 هـ / 329 هـ) والبربهاري نسبة إلى البربهار، وهي أدوية كانت تجلب من الهند ويقال لجالبها البربهاري، ولعلها ما يسمى اليوم بالبهارات.
لعب دوراً هاماً في الكفاح السني ضد الدعاة الشيعة وعارض بنجاح، تقدم المعتزلة في الخلافة العباسية خلال القرنين الرابع والخامس من الهجري. كان مسؤولاً عن عدد من المذابح الغازية وحالات العنف الطائفي في بغداد في القرن العاشر.

## تاريخ ولادته
أمر الخليفة بملاحقةِ البربهاري الذي اختفى عند أخت توزون أميرِ الأمراءِ شهرًا، ثم مَرِضَ عندها وتوفي ودفَنَتْه في بيتها، وله من العُمُر ستٌّ وتسعون عامًا.
ومن هُنا نستطيع طَرحَ عُمر البربهاري من سنة وفاته ليتبيّنَ أن ولادته كانت في سنة 233 هـ. والله أعلم.

## سيرته
لم تذكر المصادر شيئاً عن مولده ونشأته، ويرى بعض الباحثين أن البربهاري بغدادي المولد والنشأة. تلقى البربهاري العلم على جماعة من كبار أصحاب الإمام أحمد بن حنبل، ومن مشايخه: أحمد بن محمد بن الحجاج أبوبكر المروزي، وسهل بن عبد الله التستري. ومن تلاميذه: الإمام أبوعبد الله بن عبيد الله بن محمد العكبري الشهير بابن بطة، والإمام محمد بن أحمد بن إسماعيل البغدادي أبو الحسين بن سمعون، وأحمد بن كامل بن خلف بن شجرة أبوبكر.
كان شديد الإنكار على أهل البدع بيده ولسانه، وكثر مخالفوه فأوغروا عليه قلب القاهر العباسي سنة 321 هـ فطلبه فاستتر، وقبض على جماعة من كبار أصحابه ونفوا إلى البصرة، وعاد إلى مكانته في عهد الراضي، ونودي ببغداد لا يجتمع من أصحاب البربهاري نفسان، واستتر البربهاري فمات في مخبأه. ذُكر في كتاب طبقات الحنابلة أنه بلغ من كثرة أصحاب البربهاري أنه عطس وهو يجتاز بالجانب الغربي من بغداد، فشمته أصحابه، فارتفعت ضجتهم حتى سمعها الخليفة الراضي وهو في روشنه، فسأل عن الحال، فأخبر بها، فاستهولها.

## عقيدته

### استواء الله على العرش
«ربنا أول بلا متى، وآخر بلا منتهى، يعلم السر وأخفى، وهو على عرشه استوى، وعلمه بكل مكان، ولا يخلو من علمه مكان».

### القرآن كلام الله
«والقرآن كلام الله وتنزيله ونوره ليس بمخلوق؛ لأن القرآن من الله، وما كان من الله فليس بمخلوق، وهكذا قال مالك بن أنس وأحمد بن حنبل والفقهاء قبلهما وبعدهما والمراء فيه كفر.»
وهذا في كتاب شرح السنة.

## صلابته ضد المبتدعة
كان البربهاري صلابا ضد المبتدعة خلال الخلافة العباسية في بغدادَ بسبب تمسكه بالسنة . كان عدد الذين يسمعون إليه كثيراً قوياً في حي الحنبلية في المدينة. لقد كان مؤثراً جداً بين طبقات الدنيا الحضارية، واستغل المظالمَ الشعبيةَ لإثارةِ عنفِ الغوغاءِ ضد الأقلياتِ الدينية والمذنبين المفترضين في غالب الأحيان. تحت تأثير البربهاري والضغط الشعبي من أتباعه، فرض الخليفان المقتدر والقاهر الحنبليةَ كعقيدةٍ للدولة، ونفّذوا أعداء البربهاري حتى دفنوا المؤرخ المسلم المشهور محمد بن جرير الطبري، البربهاري كان معظم الحنبليين في ذلك الوقت، والجنازة تقام سراً بسبب مخاوف من عنف الغوغاء في المقبرة العامة.
تم إنهاء جهود البربهاري وحنابلة بغداد في عام 935 على يد الخليفة الراضي الجديد. وكان البربهاري قد أمر الغوغاء باقتحام منزل أو بیت يشتبه فيها على النبيذ أو الآلات الموسيقية، وشكل مجموعات منظمة من الرجال لاستجواب الأزواج في الشوارع العامة لضمان السلوك المحافظ علانية. قام الغوغاء بنهب المتاجر، ويقولون ليس بالضرورة بيع البضائع المهربة بشكل غير قانوني، وهاجموا الفتيات الغنائية جسديًا.
أنهى الراضي المكانة المفضلة للحنابلة، وأدانهم علانية بتشجيعهم على الأوهيميرية، وكذلك أنهى الاعتداء، واضطهاد المسلمين الشيعة، وتكريم قبر أحمد بن حنبل، بينما يحظر في الوقت نفسه تبجيل قبور علي ونسله.

## مؤلفاته
- شرح كتاب السنة.

## قالوا عنه
- ذكره الإمام الذهبي في سير أعلام النبلاء فقال: «البربهاري شيخ الحنابلة القدوة الامام، أبو محمد الحسن بن علي بن خلف البربهاري الفقيه. كان قوالا بالحق، داعية إلى الأثر، لا يخاف في الله لومة لائم».[12]
- قال ابن بطّة: «إذا رأيتَ الرجُلَ البغداديَّ يحِبُّ أبا الحسن بنَ بشَّار، وأبا محمد البربهاري، فاعلم أنَّه صاحِبُ سُنَّة».[4]
- قال عنه ابن أبي يعلى: «شيخ الطائفة في وقته، ومتقدمها في الإنكار على أهل البدع، والمباينة لهم باليد واللسان، وكان له صيت عند السلطان وقدم عند الأصحاب، وكان أحد الأئمة العارفين والحفاظ للأصول المتقنين والثقات المؤمنين».
- قال عنه ابن كثير: «العالم الزاهد، الفقيه الحنبلي، الواعظ...وكان شديداً على أهل البدع والمعاصي، وكان كبير القدر تعظمه الخاصة والعامة».[13]

## وفاته وادعاء حضور الملائكة جنازته
جاء في طبقات الحنابلة ذكر وفاته وذكر الأحداث التي سبقت وفاته: «وكانت للبربهارى مجاهدات ومقامات في الدين كثيرة. وكان المخالفون يغيظون قلب السلطان عليه. ففى سنة إحدى وعشرين وثلاثمائة في خلافة القاهر ووزيره ابن مقلة - تقدم بالقبض على البربهارى. فاستتر، وقبض على جماعة من كبار أصحابه. وحملوا إلى البصرة، وعاقب الله تعالى ابن مقلة على فعله ذلك، بأن أسخط عليه القاهر، وهرب ابن مقلة، وعزله القاهر عن وزارته، وطرح في داره النار، فقبض على القاهر بالله يوم الأربعاء لست من شهر جمادى الآخرة سنة اثنتين وعشرين وثلاثمائة، وحبس وخلع وسملت عيناه في هذا اليوم حتى سالتا جميعا فعمى، ثم تفضل الله تعالى، وأعاد البربهارى إلى حشمته، وزادت، حتى إنه لما توفى أبو عبد الله بن عرفة - المعروف بنفطويه - وحضر جنازته أماثل أبناء الدنيا والدين: كان المقدم على جماعتهم في الإمامة: البربهارى. وذلك في صفر سنة ثلاث وعشرين وثلاثمائة. وفى هذه السنة ازدادت حشمة البربهارى، وعلت كلمته، وظهر أصحابه، وانتشروا في الإنكار على المبتدعة، فبلغنا أن البربهارى اجتاز بالجانب الغربى، فعطس، فشمته أصحابه، فارتفعت ضجتهم حتى سمعها الخليفة وهو في روشنه، فسأل عن الحال؟ فأخبر بها، فاستهولها، ولم تزل المبتدعة ينقلون قلب الراضى على البربهارى، فتقدم الراضى إلى بدر الحرسى صاحب الشرطة بالركوب والنداء ببغداد: أن لا يجتمع من أصحاب البربهارى نفسان، فاستتر وكان ينزل بالجانب الغربى بباب محول فانتقل إلى الجانب الشرقى مستترا، فتوفى في الاستتار في رجب سنة تسع وعشرين وثلاثمائةحدثنى محمد بن الحسن المقرى قال: حكى لى جدى وجدتى قالا: كان أبو محمد البربهارى قد اختبأ عند أخت توزون بالجانب الشرقى في درب الحمام، في شارع درب السلسلة. فبقى نحوا من شهر. فلحقه قيام الدم: فقالت أخت توزون لخادمها لما مات البربهارى عندها مستترا: انظر من يغسله. فجاء بالغاسل فغسله، وغلق الباب حتى لا يعلم أحد، ووقف يصلى عليه وحده. فطالعت صاحبة المنزل. فرأت الدار ملأى رجالا عليهم ثياب بيض وخضر. فلما سلم لم تر أحدا فاستدعت الخادم وقالت: يا حجام أهلكتنى مع أخى. فقال: يا ستى، رأيت ما رأيت؟ فقالت:نعم فقال: هذه مفاتيح الباب، وهو مغلق. فقالت: ادفنوه في بيتى. فإذا مت فادفنونى عنده في بيت القبة فدفنوه في دارها، فماتت بعده بزمان فدفنت في ذلك المكان، ومضى الزمان عليها، وصارت تربة، وهو بقرب دار المملكة بالمخرم.»
كما جاء في سير أعلام النبلاء:
| البربهاري | قيل: إنه لما كفن -وعنده الخادم- صلى عليه وحده، فنظرت هي (أخت توزون) من الروشن فرأت البيت ملآن رجالا في ثياب بيض يصلون عليه، فخافت وطلبت الخادم، فحلف أن الباب لم يفتح. | البربهاري |

### فهرس المراجع
1. ↑  "al-Barbahārī". Brill Reference. مؤرشف من الأصل في 2019-02-10. اطلع عليه بتاريخ 2016-07-12.
2. ↑  Khatab, Sayed (1 Jan 2011). Understanding Islamic Fundamentalism: The Theological and Ideological Basis of Al-Qa'ida's Political Tactics (بالإنجليزية). Oxford University Press. p. 47. ISBN:9789774164996. Archived from the original on 2017-10-12.
3. 1 2  Ira M. Lapidus, Islamic Societies to the Nineteenth Century: A Global History, p. 192. Cambridge: Cambridge University Press, 2012. (ردمك 9780521514415)
4. 1 2  "وفاة الإمام البربهاري". dorar.net. مؤرشف من الأصل في 2023-03-27. اطلع عليه بتاريخ 2023-07-02.
5. ↑  البربهاري المكتبة الشاملة. وصل لهذا المسار في 30 أبريل 2016 نسخة محفوظة 01 يونيو 2017 على موقع واي باك مشين.
6. ↑  البربهاري
 صـ 40 - 41 نسخة محفوظة 2024-07-16 على موقع واي باك مشين.
7. ↑  البربهاري
 صـ 41 - 42 نسخة محفوظة 2024-07-16 على موقع واي باك مشين.
8. ↑  Gerhard Böwering, The Mystical Vision of Existence in Classical Islam: The Qur'anic Hermeneutics of the Sufi Sahl At-Tustari, Parts 283–896, p. 89. Berlin: Walter de Gruyter, 1979. (ردمك 9783110837056)
9. 1 2 3  Joel L. Kraemer, Humanism in the Renaissance of Islam: The Cultural Revival During the Buyid Age, p. 61. Volume 7 of Studies in Islamic culture and history. Leiden: Brill Publishers, 1992. (ردمك 9789004097360)
10. ↑  Christopher Melchert, Studies in Islamic Law and Society, vol. 4, p. 151. Leiden: Brill Publishers, 1997.
11. ↑  Joel L. Kraemer, p. 62.
12. 1 2  الذهبي (1405)، ج. 15، ص. 92.
13. ↑  تراجم العلماء عرض التفاصيل الإمام الحسن بن علي البربهاري موقع التوحيد. وصل لهذا المسار في 30 أبريل 2016 نسخة محفوظة 14 يوليو 2017 على موقع واي باك مشين. [وصلة مكسورة]
14. ↑  يعلى (1371)، ج. 2، ص. 45.

### المعلومات الكاملة للمراجع
- ابن أبي يعلى (1952)، طبقات الحنابلة، تحقيق: محمد حامد الفقي، القاهرة: مطبعة السنة المحمدية، OCLC:784456356، QID:Q116983967
- شمس الدين الذهبي (1985)، سير أعلام النبلاء، تحقيق: شعيب الأرنؤوط، مجموعة (ط. 1)، بيروت: مؤسسة الرسالة، OCLC:4770539064، QID:Q113078038